# 12-я пехотная дивизия (вермахт)
12-я пехотная дивизия (нем. 12. Infanterie-Division), позднее называлась 12-я народная пехотная дивизия (нем. 12. Volksgrenadier-Division) — воинское формирование вермахта в годы Второй мировой войны.

## История дивизии
Дивизия была сформирована в 1934 г. в Штеттине на основе 5-го пехотного полка 2-й пехотной дивизии рейхсвера. Первоначально в целях дезинформации штаб дивизии носил название «командир пехоты II» (Infanterieführer II). Когда в октябре 1935 г. официально было объявлено о создании вермахта, дивизия получила порядковый номер 12 и была подчинена командованию 2-го корпусного округа. Первоначально в состав дивизии вошли 27-й и 48-й пехотные полки. В 1937 г. к ним добавился вновь сформированный 89-й пехотный полк.

### Чехословацкая кампания
Во время подготовки к боевым действиям против Чехословакии во время Судетского кризиса 1938 г. 12-я дивизия в составе 2-го армейского корпуса была переброшена в Силезию в распоряжение 2-й армии.

### Кампания в Польше
В 1939 г. дивизия была переброшена в Восточную Пруссию и вошла в состав корпуса «Водриг» (позднее 26-й армейский корпус), созданного для вторжения в Польшу. В его составе дивизия участвовала в боях за млавскую позицию и в осаде Варшавы. 22 сентября под Варшавой погиб почётный командир входившего в состав дивизии 12-го артиллерийского полка генерал-полковник барон Вернер фон Фрич, бывший в 1934—1938 гг. главнокомандующим сухопутными силами Германии. Он стал первым немецким генералом, погибшим во Второй мировой войне, и единственным, погибшим в ходе сентябрьской кампании в Польше.

### На Западе
В 1940 г. дивизия участвовала в походе во Францию в рядах 2-го армейского корпуса 4-й армии. В ходе подготовки к вторжению на Британские острова дивизия в составе 5-го армейского корпуса 16-й армии готовилась действовать во втором эшелоне десанта. До мая 1941 г. дивизия дислоцировалась на западе.

### Война против СССР
В июне 1941 года 12-я дивизия в составе 2-го армейского корпуса 16-й армии группы армий «Север» участвовала в нападении на Советский Союз, начав наступление из района северо-восточнее Голдапа. В 1942 г. она находилась в составе группировки, окружённой под Демянском. В 1944 г. дивизия была переброшена в распоряжение 4-й армии, входившей в составе группы армий «Центр» и сдалась в плен.

### 12-я народная пехотная дивизия
В октябре 1944 года дивизия была восстановлена под названием 12-я народная пехотная дивизия как соединение 30-й волны формирования. Приказ на её создание был отдан 27 июля 1944 года. Новая 12-я дивизия была воссоздана не во 2-м, а в 20-м корпусном округе. В составе группы армий «Б» она участвовала в боях на Западном фронте. В апреле 1945 года она капитулировала вместе с группировкой, окружённой в районе Рура.

## Организация
| 1939 г. - 27-й пехотный полк (Infanterie-Regiment 27) - 48-й пехотный полк (Infanterie-Regiment 48) - 89-й пехотный полк (Infanterie-Regiment 89) - 12-й артиллерийский полк (Artillerie-Regiment 12) - 1-й дивизион 48-го артиллерийского полка (I./Artillerie-Regiment 48) - 12-й разведывательный батальон (Aufklärungs-Abteilung 12) - до декабря 1939 года 12-й батальон АИР (Beobachtungs-Abteilung 12) - 12-й дивизион противотанковой обороны (Panzerabwehr-Abteilung 12) - 12-й сапёрный батальон (Pionier-Bataillon 12) - 12-й батальон связи (Nachrichten-Abteilung 12) - 12-й запасной батальон (Feldersatz-Bataillon 12) - 12-й отряд снабжения 1941 г. - 12-я пехотная дивизия: - Штабная рота дивизии (2 ручных пулемёта) - 12-й (моторизованный) картографический взвод - 12-й пехотный полк - Штабная рота полка - 1 взвод связи - 1 инженерный взвод (3 ручных пулемёта) - 1 кавалерийский взвод - 1 полковой оркестр - 1-й, 2-й и 3-й батальоны - 3 пехотные роты (12 ручных пулемёта, 3 ПТР и 2 50-мм миномёта) - 1 пулемётная рота (12 станковых пулемётов и 6 80-мм миномётов) - 1 (моторизованная) противотанковая батарея (5 LMG, 9 37-мм пушек Pak 36, 2 50-мм пушки PAK 38) - 48-й пехотный полк: то же, что и 12-й, но только 2 батальона - 49-й пехотный полк: то же, что и 12-й пехотный полк - 12-й разведывательный батальон - 1 (t-mot) взвод связи - 1 конная рота (3 ПТР, 9 ручных пулемётов и 2 станковых пулемёта) - 2 станковых пулемёта) - 1 велосипедный эскадрон (3 50-мм миномёта, 4 станковых пулемёта, 9 ручных пулемётов и 3 ПТ-ружья) - 1 (моторизованный) эскадрон поддержки - противотанковый взвод (1 ручной пулемёт и 3 37-мм Pak 36) - взвод орудий поддержки пехоты (4 75-мм LeIG) - миномётный взвод (6 80-мм миномётов) - 12-й противотанковый дивизион - 1 (моторизованный) взвод связи - 3 (моторизованные) противотанковые батареи (2 50-мм Pak 38, 9 37-мм пушек Pak 36 и 6 ручных пулемётов) - 12-й артиллерийский полк - Штаб полка и полковой оркестр - 3 артиллерийских батальона, каждый из которых имеет: - 1 штабная рота - 3 батареи (3 105-мм пулемёта и 2 ручных пулемёта) - 1/48-й артиллерийский полк - 1 штабная рота - 3 батареи (3 150-мм орудия sFH и 2 ручных пулемёта) - 12-й батальон связи - 1 (t-mot) телефонная рота (6 ручных пулемётов) - 1 (моторизованный) радиорота (4 ручных пулемёта) - 1 лёгкая колонна снабжения (1 ручной пулемёт) - 12-й пионерный батальон - 3 пионерские роты (9 пулемётов и 3 винтовки ПТ) (в одной роте была секция велосипедов) - 1 лёгкая инженерная колонна снабжения (на конной тяге) (2 пулемёта) - Дивизионные войска снабжения - 1/,3/12-я лёгкие колонны снабжения (2 пулемёта на каждую) - 4-6/12 конные колонны снабжения (4 пулемёта) - 7-9/12-е лёгкие конные колонны снабжения - 10/12-я лёгкая (моторизованная) колонна снабжения горючим - 12-я рота технического обслуживания - 12-я (t-mot) рота лёгкого снабжения (6 пулемётов) - 12-я (моторизованная) хлебопекарная рота - 12-я (моторизованная) мясная рота - 12-я (моторизованная) дивизионная квартирмейстерская рота - 1/12 Медицинская рота (2 ручных пулемёта) - 2/12 (моторизованная) медицинская рота (2 ручных пулемёта) - 12-я санитарная колонна - 12-я ветеринарная рота - 12-й (моторизованный) взвод военной полиции (1 РП) - 12-я (моторизованная) полевая почта | 1942 г. - 27-й стрелковый полк - 48-й пехотный полк - 89-й пехотный полк - 12-й артиллерийский полк - 1-й дивизион 48-го артиллерийского полка - 12-й батальон самокатчиков (Radfahr-Abteilung 12) - 12-й противотанковый артиллерийский дивизион - 12-й сапёрный батальон - 12-й батальон связи - 12-й запасной батальон - 12-й отряд снабжения 1943-44 гг. - 27-й фузилёрский полк (Füsilier-Regiment 27) - 48-й гренадёрский полк (Grenadier-Regiment 48) - 89-й гренадёрский полк (Grenadier-Regiment 89) - 12-й артиллерийский полк - 1-й дивизион 48-го артиллерийского полка - 12-й противотанковый дивизион (Panzerjäger-Abteilung 12) - 12-й фузилёрский батальон (Füsilier-Bataillon 12) - 12-й батальон связи - 12-й сапёрный батальон - 12-й запасной батальон - части снабжения 12-й народной гренадёрской дивизии (Versorgungseinheiten 12) |

## Командиры дивизии
- Генерал-лейтенант Людвиг фон дер Лейен (на 1 сентября 1939 г.)
- Генерал-лейтенант Вальтер фон Зейдлиц-Курцбах (на 10 марта 1940 г.)
- Полковник Карл Хернекамп (на 1 января 1942 г.)
- Генерал-лейтенант Курт-Юрген фрайхерр фон Лютцов (на 1 марта 1942 г.)
- Полковник Герхард Мюллер (на 1 июня 1942 г.)
- Полковник Вильгельм Лоренц (на 11 июля 1942 г.)
- Генерал-лейтенант Курт-Юрген фрайхерр фон Лютцов (на 20 июля 1942 г.)
- Генерал-лейтенант Курт Ян (на 25 мая 1944 г.)
- Генерал-лейтенант Рудольф Бамлер (на 4 июня 1944 г.)
- Генерал-майор Герхард Энгель (на 28 июня 1944 г.)

## Награждённые Рыцарским крестом Железного креста

### Рыцарский Крест Железного креста (33)
- Вальтер фон Зейдлиц-Курцбах, 15.08.1940 – генерал-майор, командир 12-й пехотной дивизии
- Курт-Юрген фрайхерр фон Лютцов, 15.08.1940 – полковник, командир 89-го пехотного полка
- Карл-Фридрих фон дер Меден, 08.08.1941 – оберстлейтенант, командир 12-го батальона самокатчиков
- Генрих Штенцель, 22.12.1941 – обер-лейтенант, командир 2-й (самокатной) роты 12-го разведывательного батальона
- Отто Бенцин, 31.12.1941 – обер-лейтенант резерва, командир 9-й роты 89-го пехотного полка
- Генрих Райнке, 09.01.1942 – обер-фельдфебель, командир взвода 14-й (противотанковой) роты 89-го пехотного полка
- Клаус Брегер, 04.09.1942 – штабс-фельдфебель, командир взвода 1-й роты 27-го пехотного полка
- Генрих Россбах, 12.12.1942 – капитан резерва, командир 2-го батальона 89-го пехотного полка
- Франц Кройцер, 15.01.1943 – унтер-офицер, командир отделения 3-й роты 89-го пехотного полка
- Курт Клингер,19.01.1943 – обер-лейтенант, командир 15-й (самокатной) роты 89-го пехотного полка
- Мартин Штеглих, 25.01.1943 – капитан, командир 2-го батальона 27-го стрелкового полка
- Хайнц-Георг Лемм, 14.04.1943 – капитан, командир 1-го батальона 27-го стрелкового полка
- Буссо фон Ведель, 18.05.1943 – полковник, командир 89-го пехотного полка
- Зигфрид Мольденхауэр, 20.01.1944 – капитан, командир 2-го батальона 48-го пехотного полка
- Клаус Зимон, 23.02.1944 – капитан, командир 1-го батальона 89-го пехотного полка
- Герхард Крузе, 23.02.1944 – капитан резерва, командир 1-го батальона 48-го пехотного полка
- Вернер Линдхорст, 23.02.1944 – капитан резерва, командир 8-й (пулемётной) роты 89-го пехотного полка
- Фридрих Клишат, 12.03.1944 – фельдфебель, командир взвода 3-й роты 27-го стрелкового полка
- Фриц Кропп, 12.03.1944 – унтер-офицер, командир отделения 2-й роты 48-го пехотного полка
- Вильгельм Остерхольд, 26.03.1944 – майор, командир 3-го батальона 27-го стрелкового полка
- Карл Ёпке, 16.04.1944 – капитан, командир 6-й батареи 12-го артиллерийского полка
- Герхард Энгель, 04.07.1944 – оберстлейтенант, командир 27-го стрелкового полка
- Вальтер Нойгебауэр, 16.10.1944 – обер-лейтенант, командир 12-й батареи 12-го артиллерийского полка
- Вернер Рипке, 18.12.1944 – капитан резерва, командир 1-го батальона 89-го пехотного полка
- Курт Хайн, 18.12.1944 – унтер-офицер, командир орудия 1-й роты 12-го противотанкового артиллерийского дивизиона
- Вальтер Книрш, 21.12.1944 – фельдфебель, командир взвода 14-й роты 89-го пехотного полка
- Вернер Шверин, 21.12.1944 – фельдфебель, командир взвода 9-й роты 27-го стрелкового полка
- Ганс-Иоахим Вебер, 27.12.1944 – капитан резерва, командир 3-го батальона 27-го стрелкового полка
- Герхард Лемке, 12.01.1945 – оберстлейтенант, командир 89-го пехотного полка
- Эвальд Клюзер, 10.02.1945 – капитан, командир 2-й роты 12-го сапёрного батальона
- Макс Линдеманн, 11.03.1945 – ротмистр резерва, командир 1-го батальона 48-го пехотного полка
- Карл Даске, 14.04.1945 – капитан, командир 12-го стрелкового батальона
- Хайнц Рафот, 20.04.1945 – лейтенант, командир 2-й роты 48-го пехотного полка

### Рыцарский Крест Железного креста с Дубовыми листьями (8)
- Курт-Юрген фрайхерр фон Лютцов (№ 37), 21.10.1941 – полковник, командир 89-го пехотного полка
- Вальтер фон Зейдлиц-Курцбах (№ 54), 31.12.1941 – генерал-майор, командир 12-й пехотной дивизии
- Отто Бенцин (№ 406), 22.02.1944 – майор резерва, командир 89-го пехотного полка
- Хайнц-Георг Лемм (№ 525) 11.07.1944 – майор, командир 1-го батальона 27-го стрелкового полка
- Герхард Крузе (№ 534), 27.07.1944 – капитан резерва, командир 2-го батальона 48-го пехотного полка
- Герхард Энгель (№ 679), 11.12.1944 – генерал-майор, командир 12-й народной пехотной дивизии
- Клаус Брегер (№ 700), 14.01.1945 – капитан, командир 1-го батальона 27-го стрелкового полка
- Вильгельм Остерхольд (№ 732), 10.02.1945 – оберстлейтенант, командир 48-го пехотного полка

### Рыцарский Крест Железного креста с Дубовыми листьями и Мечами
- Хайнц-Георг Лемм (№ 137), 15.03.1945 – оберстлейтенант, командир 27-го стрелкового полка